# Morgoa
Morgoa (ou Morgoua) est une localité du Cameroun située dans le département du Mayo-Tsanaga et la Région de l'Extrême-Nord, dans les monts Mandara, à proximité de la frontière avec le Nigeria. Elle fait partie de la commune de Koza  et du canton de Gaboua.

## Population
En 1966, la localité comptait 282 habitants.
Lors du recensement de 2005, on y a dénombré 1 064 personnes.